# Pedálhang
A pedálhang az egyes tölcséres fúvókájú, vagy más néven rézfúvós hangszerekre jellemző hangmagasság, a rajta megszólaltatható felhangsor alaphangja. Ennek a hangnak a nevével jelölik az adott hangszer hangolását, például B trombita, F tuba stb.
A tölcséres fúvókájú hangszerek teste mint rezonátor akusztikailag az egyik végén (a fúvókánál) zárt csőként viselkedik, ráadásul furata hosszának kisebb-nagyobb szakaszán cilindrikus, hengerszerű. Az ilyen csőben létrejövő rezonanciák sorozata eltér a természetes felhangsortól, sőt, az egyik végén zárt cilindrikus cső az alaphangtól kezdve a felhangsornak csak minden második tagjára rezonál (1. – 3. – 5. – … részhangok). A hangszer tölcsérének és fúvókájának a hangmagasságokat módosító hatása teszi csak lehetővé, hogy ebből a rezonanciasorból zenei szempontból kívánatos, a természetes felhangsorhoz hasonló rezonanciasor jöjjön létre. A hangszer legmélyebb rezonanciája viszont továbbra sem illeszkedik ebbe a sorba, a szükségesnél mélyebb lesz. A pedálhang az a hangmagasság, amely a hangszeren megszólaltatható felhangsor alaphangja, akkor is, ha a hangszernek valójában nincs is ennek megfelelő frekvenciájú rezonanciája, rezgési módusza. Ezt a hangot a valóságban is meg lehet fújni, létező felhangjai segítenek abban, hogy a zenész fúvókához illesztett ajkai ezen a rezgésszámon rezegjenek.

## Külső hivatkozások
- Pedálhang a trombitánál (angolul, ábrákkal)